# Conjunto Universitario "Achalay"
El Conjunto Universitario "Achalay" (posteriormente Conjunto Vocal Achalay) fue un grupo de música folklórica argentino.

## Historia
Logrando cierto reconocimiento en el cono sur de América en las décadas de 1950 y 1960, este grupo estaba integrado por 5 estudiantes de la Universidad de La Plata bajo la dirección del maestro Rubén J. Urbiztondo.
El éxito que alcanzaron les permitió realizar distintas presentaciones en radio y televisión y dejar un registro fonográfico en varios discos de vinilo.

## Discografía

### LP
- Conjunto Universitario "Achalay" (Antar PLP 2002. 1957)

### En 78RPM
- La humpa / Pastorcito de Belén / Cerrito verde y arena (Antar-Telefunken P 6003. 1957)
- Domingo I'Chaya / Viene clareando (Antar-Telefunken P 6013. 1958)